# Kangra Valley Railway
Kangra Valley Railway  är en 164 kilometer lång smalspårig järnvägslinje längs Himalayas sydsluttning mellan Pathankot i delstaten Punjab och Jogindarnagar i delstaten Himachal Pradesh i Indien. 
Järnvägen går över mer än 900 broar och genom två tunnlar. Höjdskillnaden är 689 meter och den maximala lutningen är 4 %. Linjens högsta punkt är Ahju station som ligger 1 290 meter över havet.

## Historia

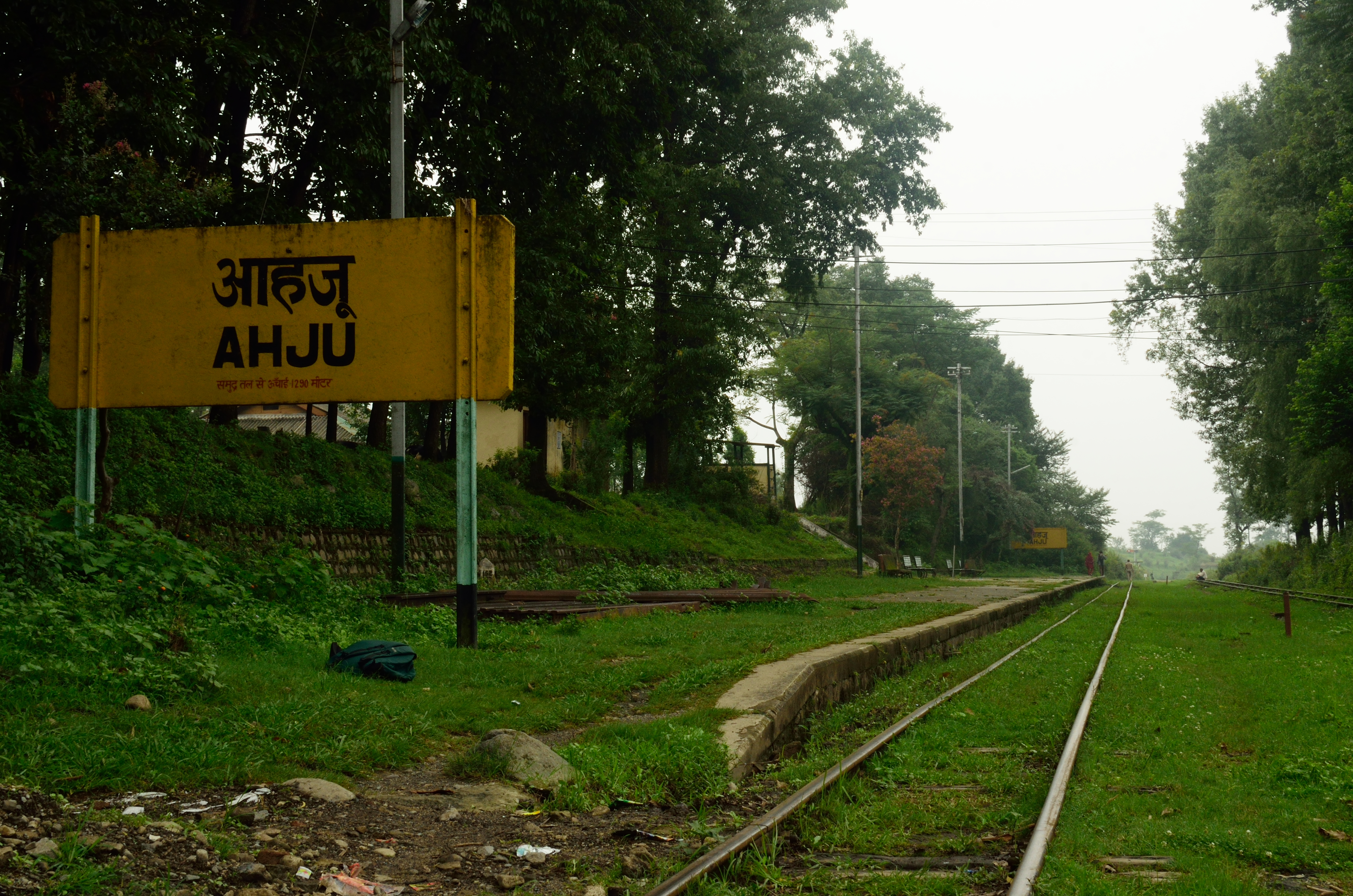
Ahju station.

År 1925 började planeringen av det första av totalt fem vattenkraftverk i närheten av orten Sukrahatti, nutidens Jogindarnagar. För att klara av de tunga transporterna till vattenkraftsbygget ville man bygga en järnväg dit från Mukeriān.
Järnvägsbolaget valde att istället  bygga en smalspårig järnväg från Pathankot via flera brittiska semesterorter på hög höjd, så kallade Hill stations. Den började byggas i maj 1926 och var såpass färdig i december 1928 att den kunde öppnas för godstrafik. Passagerartrafiken invigdes den 1 april året efter.
Linjen trafikerades urspungligen med ånglok men sedan år 1976 dras tågen av diesellok.
År 1973 stoppades trafiken mellan 
Jawanwala Shahr och Guler på grund av byggandet av ett stort vattenmagasin och en ny sträcka med flera nya stationer längs sjön invigdes tre år senare.

## Framtid
Det finns planer på att bygga om järnvägen till bredspår, (1 676 mm) och förlänga den till Mandi eller Ladakh.